# Gabrielle Giffords
Gabrielle Dee "Gabby" Giffords (sinh 8 tháng 6 năm 1970) là một chính trị gia người Mỹ. Bà là thành viên đảng Dân chủ trong Hạ viện Hoa Kỳ, đại diện cho bang Arizona từ 2007. Bà là phụ nữ thứ ba trong lịch sử của Arizona được bầu vào hạ viện. Bà là một trong số những người bị thương trong vụ nổ súng Tucson 2011.